# Аптраковский сельсовет
Аптраковский сельсовет — муниципальное образование в Мелеузовском районе Башкортостана.
Административный центр — деревня Аптраково.

## История
Согласно Закону о границах, статусе и административных центрах муниципальных образований в Республике Башкортостан имеет статус сельского поселения.

## Население
| 2002 | 2009  | 2010 | 2012 | 2013 | 2014 | 2015 |
| ---- | ----- | ---- | ---- | ---- | ---- | ---- |
| 993  | ↗1096 | ↘942 | ↘893 | ↘848 | ↘813 | ↘775 |
| 2016 | 2017  | 2018 |      |      |      |      |
| ↗785 | ↗793  | ↘770 |      |      |      |      |

## Состав сельского поселения
| № | Населённый пункт | Тип населённого пункта          | Население |
| - | ---------------- | ------------------------------- | --------- |
| 1 | Аптраково        | деревня, административный центр | ↘312      |
| 2 | Хасаново         | деревня                         | ↘221      |
| 3 | Туманчино        | деревня                         | ↘186      |
| 4 | Муллагулово      | деревня                         | ↘155      |
| 5 | Апасово          | деревня                         | ↘68       |
| 6 | Сурагулово       | деревня                         | →0        |